# Grudynka
Grudynka – potok w południowo-zachodniej Polsce, w województwie opolskim, powiatach kędzierzyńsko-kozielskim i prudnickim, gminach Pawłowiczki i Głogówek, częściowo na ziemi prudnickiej. Dopływ rzeki Stradunia, długości 10,62 km.
Źródło potoku znajduje się we wsi Grudynia Mała. Przepływa w rejonie miejscowości Kózki, Bryksy, Trawniki, Mikulsko i Zwiastowice. Na południe od Zwiastowic uchodzi do rzeki Stradunia.